# 肉体的恶魔 (1986年电影)
肉体的恶魔（Il diavolo in corpo）是一部1986年上映的意大利电影，由马可·贝洛奇奥导演，改编自雷蒙·哈狄格的小说“Le Diable au corps”。
电影表现一位筹备结婚的少妇茱丽叶（马鲁斯卡·迪特马斯扮演）在未婚夫受审期间，爱上了较年轻的学生安德雷亚（费德里科·Pitzalis扮演）。
这部影片是最早的展示真实性行为的欧洲主流电影（女主角为男主角口交）。电影有一个R级版本和未分级版本。1990年代后期，加拿大电视播出未经审查版本（尽管时间已晚），仍造成了一些观众的投诉。